# 그레이스 로렉

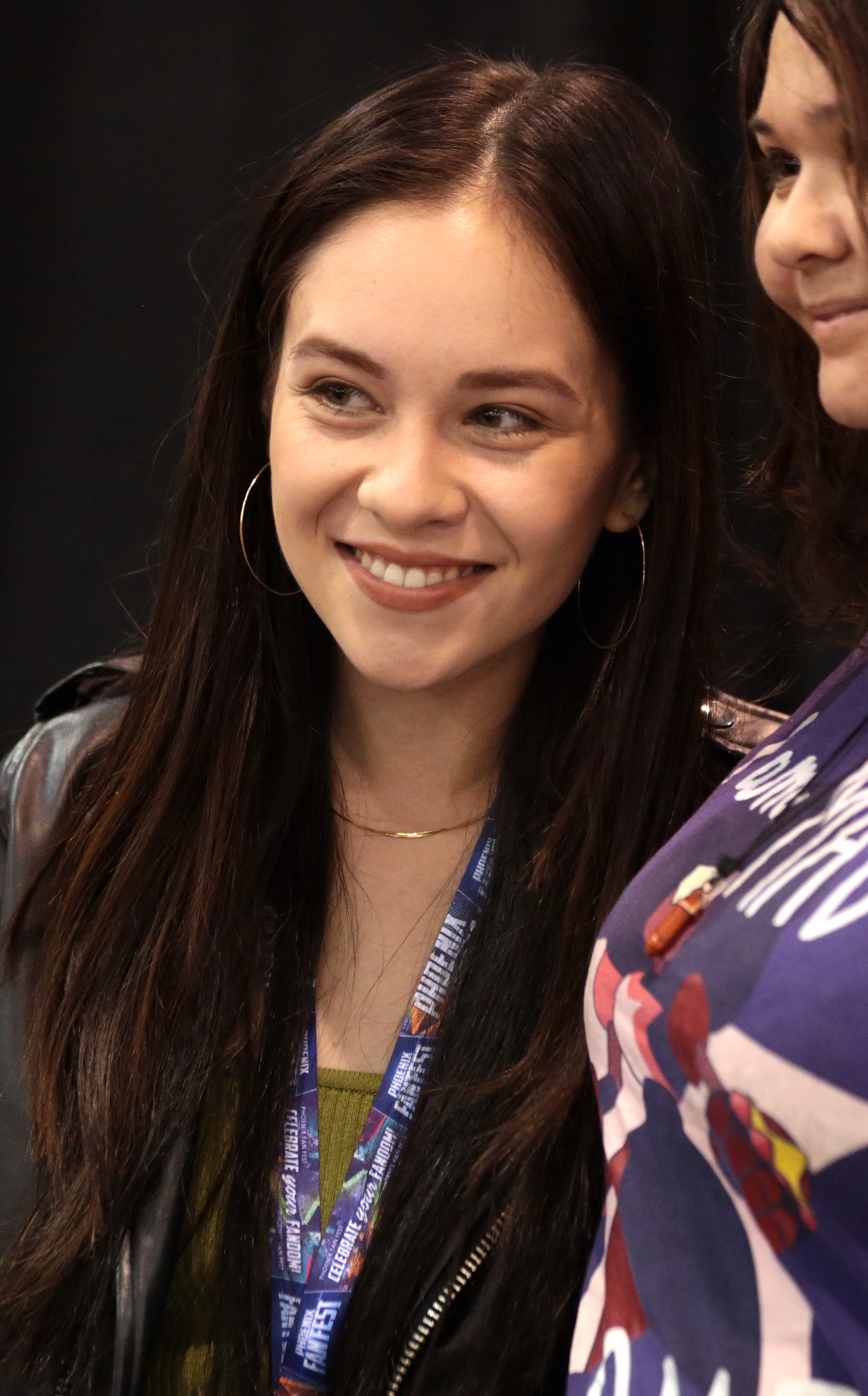

그레이스 로렉(Grace Rolek, 1997년 10월 10일 ~ )은 미국의 성우, 텔레비전 배우, 영화배우, 가수이다.
버뱅크에서 태어났다.

## 영화
- 이매진 댓 (2009년)
- 하늘에서 음식이 내린다면 (2009년)
- 쿵푸 팬더: 다섯 용사의 비밀 (2008년)
- 호튼 (2008년)
- 쿠스코? 쿠스코! 2 (2005년)
- 파이널 판타지 7 - 어드벤트 칠드런 (2005년)
- 바람계곡의 나우시카 (1984년)